# ITV 50
ITV 50是英國獨立電視網在2005年9月播出的一系列特別節目及活動，慶祝獨立電視網開播50週年。1955年9月22日，獨立電視網的第一個成員聯合-麗的開始播出。雖然除了倫敦之外，大多數區域並非在這一年9月迎來獨立電視網開播50週年，但它們依然參與了這場活動。皇家郵政亦為此發行了紀念郵票。